# 馬洛里 (紐約州)
馬洛里（英語：Mallory）是位於美國紐約州奧斯威戈縣的非建制地區。

## 歷史
馬洛里的郵局自1862年營運至今。

## 地理
馬洛里所處的海拔為高於海平面126米（即413英呎），而該地所採用的時區為UTC-5，即北美东部时区（EST）。同時該地設有夏令時間，為UTC-5調快一小時，即UTC-4（EDT）。